# Velafrons
Velafrons ("mající hřeben na vrchu hlavy") byl rod kachnozobého dinosaura z podčeledi Lambeosaurinae. Žil v období konce svrchní křídy (pozdní kampán, asi před 73,5 až 72 miliony let) na území současného státu Coahuila v Mexiku.

## Popis
Tento druh je znám podle částečně zachované kostry mladého, dosud nedospělého jedince, jehož fosilie začaly být vykopávány v roce 2002. Vědecky popsán pak byl paleontologem Terrym Gatesem a jeho kolegy v roce 2007. Typový exemplář s katalogovým číslem CPC-59 byl objeven v sedimentech souvrství Cerro del Pueblo v lokalitě Rincon Colorado. Tento býložravý hadrosaurid byl blízce příbuzný známějším severoamerickým rodům Corythosaurus a Hypacrosaurus. Byl zřejmě i podobně veliký, jeho přesné rozměry ale zatím nelze odhadnout. Zřejmě dosahoval délky kolem 8 metrů. Samotný objevený exemplář byl dlouhý asi 7,6 metru, v plné dospělosti pak možná mohl přesáhnout délku 10 metrů.
Na některých místech v Mexiku (stát Coahuila, nedaleko města Saltillo) byly objeveny také akumulace (nakupení) velkého množství fosilních kostí hadrosauridů, včetně mnoha jedinců rodu Velafrons.